# レクイエム (ディーリアス)
レクイエム（Requiem）は、フレデリック・ディーリアスが1913年から1916年にかけて作曲した楽曲。初演は1922年に行われた。ソプラノ、バリトン、2群の合唱と管弦楽のためにかかれており、「大戦に倒れた全ての若き芸術家の記憶に」捧げられている。この「レクイエム」はディーリアスの主要曲の中でも最も知られていない作品であり、初録音は1968年になるまで行われず、1980年までの間に世界中でわずか7回しか演奏されなかった。

## 背景
無神論者を自認するディーリアスが、なぜ明らかなキリスト教（特にカトリック）の楽曲形式である「レクイエム」に着手したのかははっきりしない。1905年の「人生のミサ」も宗教性を示唆する表題を持つが、歌詞は明らかに非宗教的なものである。彼が「レクイエム」に取り掛かったのは、ノルウェーでの休暇を終えた1913年のことであった。この時点ではいかなる戦争も起こっておらず、そのため作曲開始時には「戦争に倒れた全ての若き芸術家の記憶に」という献辞がディーリアスの頭になかったことは明白である。第一次世界大戦勃発から10週間が経過した1914年10月26日には、曲はかなり出来上がっていた。開戦以前の1914年のシーズン後半に、ヘンリー・ウッドとトーマス・ビーチャムの2人は早くも「レクイエム」の初演を引き受けたい意志を示していたが、これらの計画は戦争によって中止となってしまった。ディーリアスはこの機会を捉えて、曲にいくつか細かい修正を施している。1916年5月15日までには、彼はピーター・ウォーロックに曲の完成を報告することができた。
ディーリアスの甥がまもなく終戦といった時期に軍事活動中の死を遂げているが、献辞は1918年春の時点で既に総譜の結尾に付されていたことがわかっている。

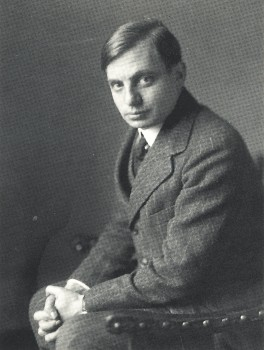
ハインリヒ・ジーモン

歌詞に関してはいくつか不明確な点がある。ディーリアスは当初作品の詩は自ら手がけていたが、ドイツ系ユダヤ人のハインリヒ・ジーモンもこれに大きな貢献をしたものと思われる。事実、彼は少なからず自分が本当の作詞者であると考えており、著作権料を得るに値すると感じていた。ジーモンは「Frankfurter Zeitung」紙のオーナーかつ編集者であり、政治経済学者、作家、翻訳家、芸術史家、音楽学者、現役の音楽家でもあった。いかに彼とディーリアスが知り合いになったかについての記録は残されていない。詩は特定の人物の作品をそのまま引き写してはいないものの、精神的にはニーチェやショーペンハウアーの著作に由来するもので、一方シェイクスピア、聖書、マーラーの交響曲「大地の歌」の詩の内容も暗示させる。ある瞬間には、「Hallelujah」がアラブ人のアッラーへの祈りと渾然一体となる。出版された総譜には作詞者に関する記述がなく、ハインリヒ・ジーモンの関与は1970年代になって一般的に認知されるようになった。1965年のリヴァプールにおける公演でバリトンを務めたトーマス・ヘムスリーは、この曲の詩について以下のように記している。「少々やっかいだった。ニーチェをまた聞きして、模倣したようなものに思えた。」
ディーリアス自身は「レクイエム」について非宗教的であると書き残している。初演の直前まで、曲の仮題は「パガン・レクイエム Pagan Requiem」であった。詩の一部が宗教とその信仰者にとって決定的となったようである。当時の批評家たちは、こうしたキリスト教ならざるものとの関係性について「反キリスト」としてあしらい、汎神論的な詩は、いまだ第一次大戦で愛するものを失った苦しみの中にあった人々の心をとらえることはなかった。音楽批評家のヘンリー・コールズは次のように記している。「曲の詩は無味乾燥な合理主義的論説とさほど変わりない。」ハレルヤがアッラーへの祈り（Allah II Allah）とひとつになっていることについては「あらゆる宗教戦争が等しく無価値であるということを示すために導入された、世界の嘆き」とし、「全体としてディーリアスの観点は、大抵の『宗教的』音楽よりも想像力に欠けるものとなった。なぜなら、否定することでは人々に通じる推進力を産むこともできなければ、熱狂的感情を喚起することもできないからである。」
1918年、ディーリアスは「私はかつてこれほどうまく書けたことはないと思っている」と書いている。しかし、彼の最大の支持者であるビーチャム、ウォーロック、エリック・フェンビーでさえも、曲を初めて見たときに感銘を受けることはなく、さらに曲の大部分は最後までそのままであった。ビーチャムはディーリアスに関する著作の中で、なぜこの曲が失敗したと考えるかについて詳述している。フェンビーは当初、曲について「私が知る中で最も落胆すべき合唱曲」と書き記しているが、後に彼は曲の長所も見出すようになった。彼は1936年の著書「私の知るディーリアス」の1981年の再版の中で、以下のように述べている。「ディーリアスは『レクイエム』において、組織化された信仰を否定するという生に対する勇敢な態度を音楽で表現しているが、これは将来の世代からは彼の最も個性的で称賛に値する楽曲のひとつ、デンマーク風のアラベスクに継ぐ唯一の傑作として位置づけられるべき作品である。」
初演はドイツ語の詩をウォーロックが英訳したものを用いて、ロンドンにおいて行われた。ウォーロックはアーネスト・ニューマンがディーリアスの依頼を断ったために、この仕事を引き受けることになった。ウォーロックの心は好んでも信じてもいない仕事に向いていかず、そのためにこの「レクイエム」が前向きな評を得る機会はますます減ることとなった。楽譜の初版は1921年に出版された。
ハインリヒ・ジーモンはヒトラーの反ユダヤ主義から逃れて1934年にアメリカへと移り住んだが、1941年にナチスの扇動によりワシントンD.Cで殺害された。彼はディーリアスの伝記を著していたが、出版されることはなかった。

## 演奏時間
約30分

## 楽器編成
フルート3（1人はピッコロ持ち替え）、オーボエ2、イングリッシュホルン1、バスオーボエ1、クラリネット3、バスクラリネット1、ファゴット3、サリュソフォーン（またはコントラファゴット）1、ホルン6、トランペット3、トロンボーン3、テューバ1、ティンパニ、打楽器（グロッケンシュピール、トライアングル、小太鼓、大太鼓、シンバル）、チェレスタ、ハープ、弦五部

## 楽曲構成
2つの部分からなっており、さらに全体は5つに分けることが出来る。合唱は独唱者を伴って全ての節に登場するが、2人の独唱者が同時に歌うのは最後の節だけである。
- Our days here are as one day （バリトンと合唱）
- Hallelujah （バリトンと合唱）
- My beloved whom I cherish was like a flower （バリトンと合唱）
- I honour the man who can love life, yet without base fear can die （ソプラノと合唱）
- The snow lingers yet on the mountains （バリトン、ソプラノと合唱）

## 演奏、録音史
初演は1922年3月23日、ロンドンのクイーンズ・ホールにおいてアルバート・コーツ指揮、ロイヤル・フィルハーモニー管弦楽団の演奏で行われた。ソプラノはエイミー・エヴァンズで、バリトンはノーマン・ウィリアムズ（Norman Williams）であった。これはこのシーズン最後の演奏会であり、ベートーヴェンの「交響曲第9番」で閉じられた。エヴァンズはベートーヴェンの交響曲にも再登場したが、バリトンはハーバート・ヘイナーに交代した。
ヨーロッパ大陸での初演は同年5月1日のドイツ、フランクフルトで行われ、これには作曲者も訪れた。この時の指揮者は音楽批評家でジャーナリストのオスカー・ヴァン・パンダー（Oscar van Pander）であった。
この次に曲が演奏されたのは28年後の1950年11月6日、ニューヨークのカーネギーホールである。指揮はウィリアム・ジョンソン、合唱は大学合唱団、管弦楽はナショナルオーケストラ協会、ソリストはInez Manierとen: Paul Ukenaであった。同日の演目にのぼったのはシューベルトの「交響曲第7番」であるが、この曲の最初の主題はディーリアスの「レクイエム」の冒頭に引用されている。
次に演奏の機会が訪れたのは15年後の1965年11月9日であり、これはイギリスにおける2回目の演奏となった。チャールズ・グローヴズ指揮、ロイヤル・リヴァプール・フィルハーモニー管弦楽団の演奏で、ヘザー・ハーパーとトーマス・ヘムスリーがソロを歌った。
1968年にはロンドンで再演された。会場はロイヤル・アルバート・ホール、ロイヤル・フィルハーモニー管弦楽団、ロイヤル・コーラル・ソサエティの合唱、ヘザー・ハーパーとJohn Shirley-Quirkという布陣であった。指揮はマルコム・サージェントが受け持つことになっていたが、彼は1967年にこの世を去っておりメレディス・デイヴィスが代役として呼ばれた。初録音はこのすぐ後に同じメンバーによって行われている。
1980年までに、アメリカでさらに2回の演奏が行われ（アナーバーとニューヨーク）、さらにデラウェア州、グリーンビルでも演奏されたが、この時は管弦楽の代わりにオルガン、ハープ、打楽器を用いた演奏であった。
1996年には新しい録音がなされ、1997年に発売されている。指揮はリチャード・ヒコックス、ボーンマス交響楽団とワインフリート・シンガーズ（Waynflete Singers）の演奏で、独唱はピーター・コールマン＝ライト、レベッカ・エヴァンズである。